# Patty Hill
Patty Smith Hill (27 tháng 3 năm 1868 – 25 tháng 5 năm 1946) là một nhà soạn nhạc và giáo viên người Mỹ nổi tiếng với việc là người viết lời cho một giai điệu mà sau này sẽ trở nên nổi tiếng với cái tên "Happy Birthday to You" cùng với người chị gái Mildred J. Hill. Bà còn là giáo viên trường mẫu giáo và là một trong những người quan trọng sáng lập Hiệp hội Giáo dục trẻ em Mẫu giáo Quốc gia (NANE), hiện nay có tên là Hiệp hội Giáo dục Trẻ em Quốc gia (NAEYC).

## Gia đình và thời thơ ấu
Patty Smith Hill chào đời vào năm 1868 tại Anchorage, Kentucky. Cha mẹ bà là những con người đầy nhiệt huyết đã truyền lại cho Patty và chị gái bà tầm quan trọng của giáo dục, giá trị của cuộc chơi, sự cần thiết của việc ủng hộ người khác. Cha của bà, William Wallace Hill, sinh ra tại Bath, Kentucky, ông tốt nghiệp trường Cao đẳng Centre tại Danville, Kentucky vào năm 1833. Sau đó, ông tiếp tục lấy được bằng tiến sĩ thần học tại đại học Princeton vào năm 1838. Ông đã cống hiến cả cuộc đời mình cho giáo dục, điều này khiến gia đình Hill chuyển nhà liên tục từ Kentucky đến Missouri rồi Texas. Mẹ của bà, Martha Jane Smith, là người vợ thứ hai của William, sinh ra tại Pennsylvania, nhưng khi còn là thiếu niên bà đã cùng anh trai chuyển đến sống tại đồn điền của dì và chú tại Danville. Martha Jane luôn có mong muốn học tập và truyền lại kiến thức cho người khác, bằng chứng là việc bà đã dạy cho những nô lệ trên đồn điền Grimes đọc và viết.
Cha mẹ của Hill đã giúp con cái của mình hiểu giá trị của giáo dục. Được tiếp thêm sức mạnh từ sự cổ vũ của cha mẹ, Patty đã tốt nghiệp với tư cách thủ khoa của lớp tại Học viện Louisville Collegiate vào năm 1887.

## Sự nghiệp giáo dục trẻ em
Hill là người đi tiên phong và dẫn đầu trong phong trào cải cách giáo dục tiến bộ vào cuối thế kỉ 19 và đầu thế kỉ 20.

## "Happy Birthday to You"
Hill được biết tới nhiều nhất với việc là người viết lời cho một giai điệu ban đầu có tên "Good Morning to All" cùng với người chị Mildred J. Hill. Giai điệu này sau đó trở nên cực kì nổi tiếng với cái tên "Happy Birthday to You" vào thế kỉ 20. Hill và chị gái bà đã sáng tác nên bài hát (Mildred soạn phần nhạc; Patty sáng tác phần lời gốc) khi Mildred đang là một nhà soạn nhạc và Patty là hiệu trưởng tại Trường mẫu giáo thực nghiệm Louisville.

## Cuối đời và danh hiệu
Patty Smith Hill chưa bao giờ kết hôn, bà đã được trao bằng tiến sĩ danh dự tại Đại học Columbia vào năm 1929. Bà qua đời tại căn nhà của mình tại thành phố New York và được chôn cất tại nghĩa trang Cave Hill, Louisville, Kentucky. Bà và Mildred J. Hill đã được vinh danh tại Đại sảnh Danh vọng nhạc sĩ vào ngày 12 tháng 6 năm 1996.